# Michael Knakkergaard Jørgensen
Michael Knakkergaard Jørgensen (født 5. december 1967 i København, død 30. april 1999 i Nepal) var en dansk bjergbestiger. I maj 1995 besteg han verdens højeste bjerg, Mount Everest, som den første dansker nogensinde. Bestigningen foregik fra bjergets nordside i Tibet.
Han omkom i 1999 på Mount Makalu i Nepal, som er verdens femte højeste bjerg. Under nedstigningen fra bjerget knækkede et reb som skulle holde Michael Knakkergaard Jørgensen og han styrtede omkring 500 meter ned af bjerget. Ulykken skete få hundrede meter fra toppen af det 8.462 meter høje bjerg.